# Oberamt Hammelburg
Das Oberamt Hammelburg war eine Gerichts- und Verwaltungseinheit des geistlichen Fürstentums Fulda und des Fürstentums Nassau-Oranien-Fulda sowie im Königreich Bayern.

## Geschichte

### Fulda
Der Besitz geht auf eine Schenkung Karls des Großen aus dem Jahr 777 zurück. Diese Schenkung bildete die Zent Saaleck-Hammelburg. Sitz des Zentgrafen und des Zentgerichtes war Hammelburg. Militärischer Mittelpunkt des Gebietes war Burg Saaleck. Die Zent umfasste im 18. Jahrhundert das Amt Saaleck (Diebach, Oberenthal, Ober- und Untereschbach un Wartmannsroth), das Kellereiamt Hammelburg (Feuerthal, Geiersnest, dem freiadlig erthalischen Dorf Hetzlos, Hundsfeld, Pfaffenhausen, Schmittrain, Schwärzelbach und einem Teil von Unterthal (der Ort war Kondomium mit Erthal)) und das Propsteiamt Thulba sowie die thüngischen Dörfer Morlesau, Ochsental, Windheim und den spitalischen Anteil an Völkersleier und Wolfmünster. Über die Zugehörigkeit von Weyersfeld (Kondomium Mainz/Würzburg) gab es Streit.
Die Stadt Hammelburg hatte seit 1303 Stadtrechte. Sie bildete faktische einen selbstständigen Verwaltungsbezirk. Die Verwaltung des restlichen fuldischen Besitzes in der Zent hatte sich in zwei getrennte Verwaltungsbezirke aufgeteilt, das Amt Saaleck und das Kellereiamt Hammelburg. Diese, regional verbundenen Ämter wurden mehrfach gemeinsam verpfändet, so 1335, 1418, 1426 und 1435. Dies führte zu einem Zusammenwachsen der Verwaltungsstrukturen. Ab dem 16. Jahrhundert wurden die Beamten beider Verwaltungsbezirke in Personalunion besetzt. Im 18. Jahrhundert waren die bisherigen Ämter auf den Stand unselbstständiger Kellereien herabgesunken.
Im 18. Jahrhundert wurde das Amt als Oberamt bezeichnet. An seiner Spitze stand formal ein adliger Oberamtmann. Dieses Amt war aber zum Ende des HRR Sinekure. Oberster Beamter war faktisch vielmehr der Amtsvogt.

### Fürstentum Nassau-Oranien-Fulda
Das Fürstentum Nassau-Oranien-Fulda entstand aufgrund des Reichsdeputationshauptschlusses 1803. In Bezug auf die Rechtsprechung und Verwaltung wurde mit der Landesherrlichen Verordnung die Ober= und Ämter betreffend vom 8. Januar 1803 eine Neuorganisation der bestehenden Ämter vorgenommen. Das Oberamt Hammelburg wurde um Frankenbrunn, Reith, Seeshof und Thulba aus dem aufgelösten Propsteiamt Thulba erweitert und trug nun die Bezeichnung eines Amtes I. Klasse.

### Großherzogtum Frankfurt
1806 wurde das Fürstentum Nassau-Oranien-Fulda französisch besetzt und 1810 Teil des Großherzogtums Frankfurt. In der Franzosenzeit gehörte das Amt als Distriktsmairie Hammelburg zum Departement Fulda, an der Struktur änderte sich nichts (siehe hierzu Gerichtsorganisation im Großherzogtum Frankfurt). Insbesondere die Trennung der Rechtsprechung von der Verwaltung wurde nicht eingeführt.

### Bayern
Gemäß der Schlussakte des Wiener Kongresses vom 9. Juli 1815 ging das Amt an Österreich über. Dieses übertrug das Amt am 14. April 1816 an das Königreich Bayern. Das Oberamt Hammelburg wurde 1819 in das Landgericht Hammelburg umgewandelt.

## Umfang
Am Ende des HRR bestand das Amt aus der Stadt Hammelburg und den Dorfschaften: Diebach, Feuerthal, Hundsfeld, Obererthal, Obereschenbach, Pfaffenhausen, Schwärzelbach, Untergeiersnest, Untererthal, Untereschenbach, Wartmannsroth und Westheim.

## Persönlichkeiten
- Oberamtmann Philipp Anton Freiherr von Bibra (1800)
- Amtsverweser und Stadtschultheiß Johann Baptist Denner (1800)